# Sheila García
Sheila García Gómez (Yunquera de Henares, 15 marzo 1997) è una calciatrice spagnola, attaccante del Real Madrid e della nazionale spagnola.

## Carriera

### Nazionale
Nel 2022 è stata convocata dalla nazionale spagnola per gli Europei.